# L'Ordre économique naturel
L'Ordre économique naturel (Die Natürliche Wirtschaftsordnung) est un livre de Silvio Gesell écrit en 1916 dans lequel l'auteur présente sa théorie de l'économie libre.